# Curva de evaluación de calidad
Una curva de evaluación de calidad sirve para evaluar la calidad de una manera subjetiva de una imagen digital, y por lo tanto, a través de estas curvas podemos comparar la calidad de un sistema de compresión de video. Un tipo de curva de evaluación de la calidad de la imagen es la MTF o Función de la transferencia de la modulación.
Estas curvas dan la relación entre lo que se considera “buena calidad” o “menos buena calidad” y otro parámetro clave, que suele ser la tasa de bits. 
Muchos museos, bibliotecas y otras instituciones que archivan imágenes ven la proyección de imagen digital como una solución al dilema de proporcionar el acceso sin restricción a sus colecciones de documentos de alta calidad mientras que simultáneamente preservan esas colecciones dentro del almacenaje seguro y ambientalmente controlado. Las imágenes digitales se pueden reproducir indefinidamente sin degradación y también pueden ser distribuidas electrónicamente por todo el mundo. La conversión a la forma de la imagen digital puede también proporcionar un tipo de permanencia para las colecciones que de otra manera se deteriorarían. Sin embargo, un determinante esencial del valor de imágenes digitales, particularmente para los investigadores, los historiadores, y los conservadores, es su calidad.
Desafortunadamente, para muchos investigadores y otros usuarios, muchas de las imágenes digitales actualmente disponibles de museos y bibliotecas no se podían llamar alta calidad y son probablemente convenientes solamente para los propósitos de la identificación del documento.
La calidad de imagen puede ser medida y mantenida, tanto durante el esfuerzo de conversión como durante el tratamiento subsiguiente. Donde sea posible, las varias compensaciones que se deben hacer entre factores tales como calidad de la imagen, el cociente de la compresión, y el tiempo del almacenaje o de la transmisión se describen en los términos que no son dependientes del sistema.
Cuando un observador inexperto describe la calidad de una imagen digital, generalmente usa términos no cuantitativos, subjetivos, como "realista", "bien enfocado", " muy agudo", "tono suave", "colores buenos", "o fiel al original". Tales términos están, por supuesto, abiertos a la interpretación. Por otra parte, los medios de la presentación y del ambiente de la visión, así como el contenido de las imágenes, puede afectar enormemente cualquier evaluación visual de calidad de imagen, hasta para un observador entrenado.
De esta manera hay que idear algún método para poder clasificar las imágenes en función de su calidad, es por eso que se crearon las curvas de evaluación de calidad, que nos dan de visión de la calidad de una imagen:
Mediante una comparación de las calidades obtenidas a una determinada tasa de bits o de las tasas de bits necesarias para obtener una determinada calidad podemos establecer la diferencia entre calidad y efectividad entre las diferentes imágenes, y por lo tanto hacerlo extensible a los diferentes sistemas de compresión de una imagen.
- Datos: Q5795045